# عاموديات العيون
عاموديات العيون أو طرفية العينين أو رتبة ستيلوماتوفورا ذات العيون المشمرخة (الاسم العلمي Stylommatophora)، رتيبة قواقع أرضية من الرخويات من بطنيات القدم. تضم حوالي 20,500 نوع.